# Chiesa di Santa Maria degli Angeli (Pistoia)
La chiesa di Santa Maria degli Angeli si trova a Pistoia.

## Storia e descrizione

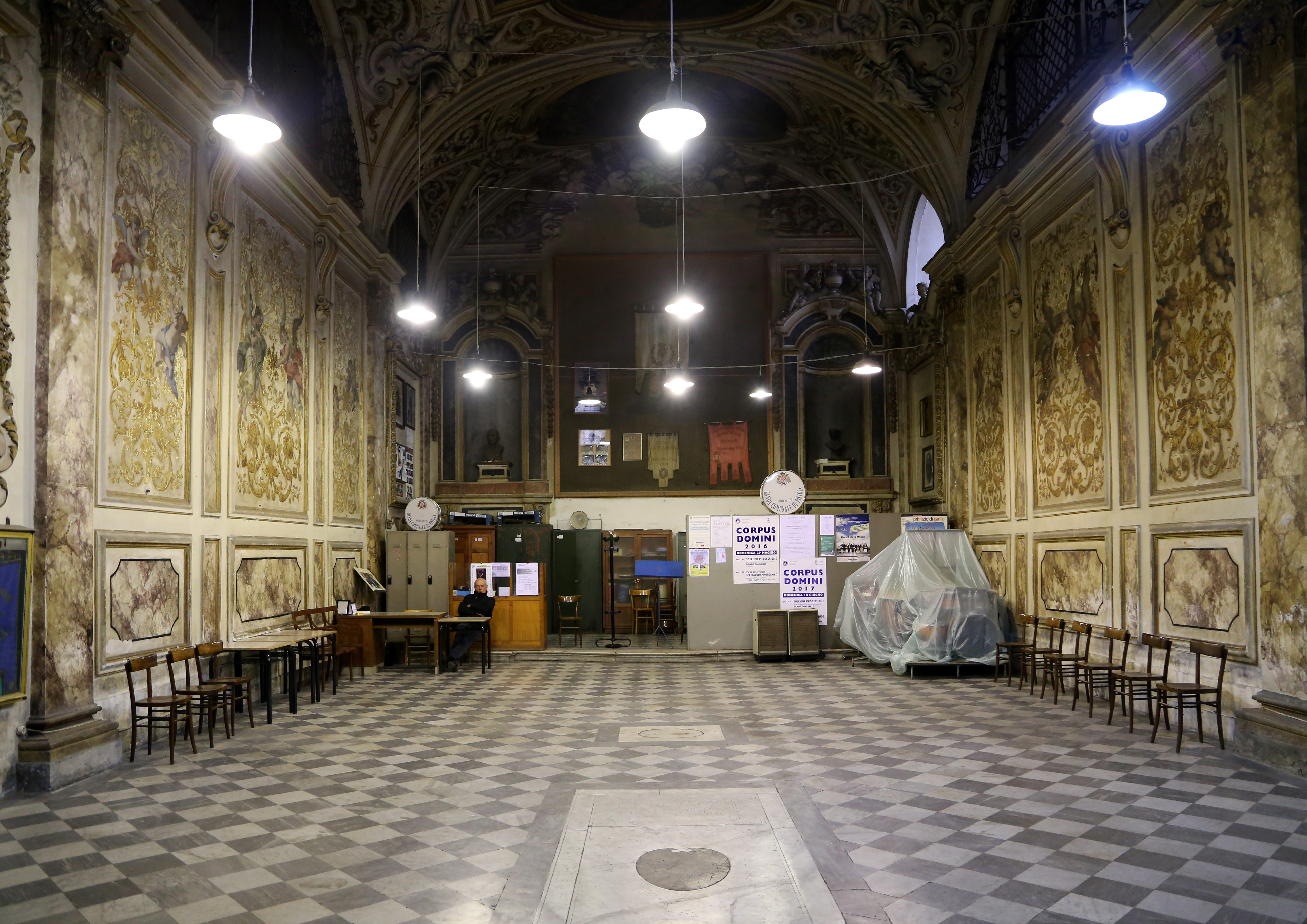
L'interno

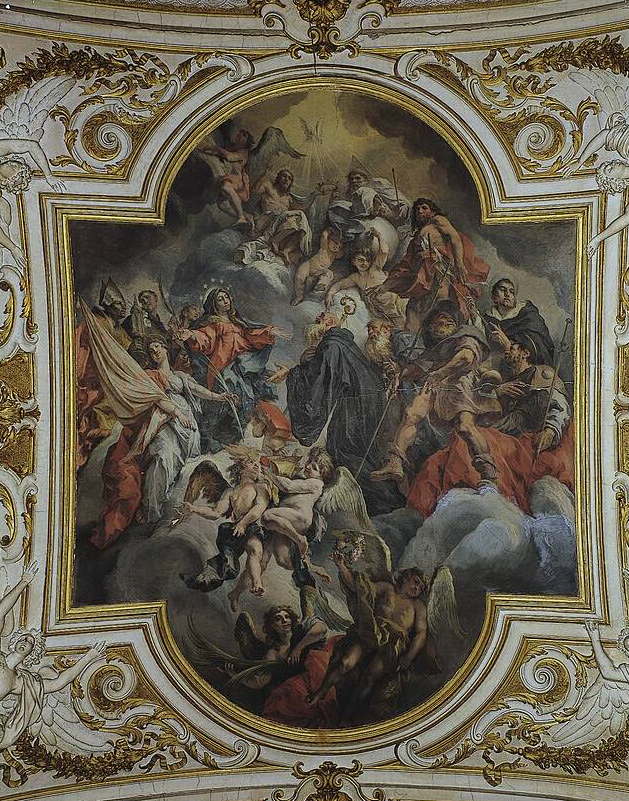
Affresco e stucchi di Alessandro Gherardini

La chiesa era pertinente al convento delle monache Benedettine dette da Sala, dal nome del luogo fuori porta Lucchese da cui provenivano e dove si erano stabilite dalla metà del Trecento.
Per questa chiesa Gerino Gerini dipinse nel 1529 una Sacra Conversazione oggi al Museo Civico.
Le monache fecero ristrutturare la chiesa, riedificata tra il 1583 e il 1584 su disegno di Leonardo Marcacci e gli ambienti del convento a partire dal 1604. 
La chiesa a seguito di problemi strutturali, fu ricostruita tra 1709 e 1718 su interessamento del Gran Principe Ferdinando dei Medici e della moglie Violante Beatrice di Baviera. La facciata fu terminata tra il 1726 e il 1727.
Dopo la soppressione del 1867 molte opere andarono vendute, e in parte ricomprate dalle monache, come le due statue marmoree di San Benedetto e Santa Scolastica, del carrarese Andrea Vaccà. L'altare maggiore in marmi policromi, opera di Alessandro Bergamini, fini a Lavasina in Corsica. Dal 1889, dopo opportune modifiche, le monache da Sala risiedono vicino al loro vecchio monastero nell'ex Palazzo Tolomei che in precedenza era il monastero di San Michele, risalente al secolo XIV.
L'interno, anche se mancante oggi di molti arredi, è uno dei più interessanti esempi di decorazione tardo barocca organicamente concepito: è decorato riccamente di stucchi bianchi e oro e affreschi, questi ultimi eseguiti inizialmente dal bolognese Domenico Maria Viani, ma per la di lui morte affidati a Alessandro Gherardini. I plasticatori Giovan Battista Ciceri e Giuseppe Broccetti si occuparono dell'esecuzione degli stucchi, su disegno dell'architetto granducale Giovan Battista Foggini. 
Per l'altar maggiore già realizzato nel 1684, era stata eseguita una tela di Pier Dandini, raffigurante l'Annunciazione sostituita poi da un'altra di uguale soggetto da Benedetto Luti, realizzata a Roma tra il 1710 e 1712, mentre sulle pareti Anton Domenico Gabbiani eseguì nel 1719 la Presentazione al tempio, e Jacopo del Po il Riposo durante la fuga in Egitto tra 1675 e 1676, oggi conservati nel Museo civico. Sui due altari laterali vi erano un Crocifisso in cartapesta, opera di Pietro Tacca e la Natività di Maria di Alessandro Gherardini, del 1712.